# سفارة بيرو في اليابان
سفارة بيرو في اليابان هي أرفع تمثيل دبلوماسي لدولة بيرو لدى اليابان. تقع السفارة في شيبويا وهي تهدف لتعزيز المصالح البيروفية في اليابان.

## وصلات خارجية
- قائمة سفارات بيرو
- قائمة السفارات في اليابان